# Adva-Center
Das Adva-Center (Adva ist wörtlich Hebräisch für „Wellchen“) ist eine unabhängige israelische Forschungseinrichtung und Menschenrechtsorganisation.
Das Center wurde 1991 von Aktivisten aus verschiedenen sozialen Bewegungen gegründet. Die Hauptanliegen waren von Anfang an die Gleichberechtigung von Mizrachim und arabischen Israelis und die Unterstützung feministischer Anliegen. Gründerin und erste Direktorin des Adva Center ist die Soziologin Barbara Swirski, die 2019 durch Rechtsanwältin Noga Dagan-Buzglo und 2020 durch Dr. Yuval Livnat abgelöst wurde. Seit Januar 2025 ist Dr. Yael Hasson Geschäftsführerin des Adva Center. Der erste wissenschaftliche Leiter des Adva Center war der Soziologe Dr. Shlomo Swirski, der im Januar 2025 von Etty Konor-Attias abgelöst wurde. Vorsitzender des Verwaltungsrats ist Prof. Yossi Dahan.
Das Adva-Center wurde 2006 mit dem Emil-Grünzweig-Menschenrechtspreis ausgezeichnet.

## Ziele und Strategien
Die Hauptthemen des Zentrums sind die Gleichberechtigung der Geschlechter, gerechte Arbeitsbedingungen, Bildung und Gesundheit sowie Sozialhilfe und Wohnbedingungen Benachteiligter oder die Situation in den besetzten Gebieten. Erklärtes Ziel ist es, die Situation benachteiligter Gruppen in Israel zu verbessern. Zu diesem Zweck bietet Adva Beratung an für Politiker und Organisationen. Ebenso werden öffentliche Vorträge oder Interviews mit Vertretern der Medien gegeben.
Von 1991 bis 2015 wurden in unregelmäßigen Abständen Berichte zu sozialen und gesellschaftlichen Themen unter dem Titel „Israel Equality monitor“ in Englischer Sprache veröffentlicht.
Das Zentrum ist Partner des Büros der Rosa-Luxemburg-Stiftung in Israel. Außerdem kooperiert es im Rahmen einzelner Veranstaltungen zum Beispiel mit der Friedrich-Ebert-Stiftung.